# Новоживотівська сільська рада
| Новоживотівська сільська рада — колишній орган місцевого самоврядування у Оратівському районі Вінницької області з адміністративним центром у с. Новоживотів. Сільській раді були підпорядковані населені пункти: - с. Новоживотів |

## Склад ради
Рада складалась з 16 депутатів та голови.

## Керівний склад сільської ради
| ПІБ                              | Основні відомості                                                         | Дата обрання | Дата звільнення |
| -------------------------------- | ------------------------------------------------------------------------- | ------------ | --------------- |
| Самгородський Володимир Іванович | Сільський голова, 1969 року народження, освіта, безпартійний              | 26.03.2006   | 31.10.2010      |
| Хміль Тетяна Володимирівна       | Сільський голова, 1966 року народження, освіта вища, член Партії регіонів | 31.10.2010   |                 |

Примітка: таблиця складена за даними джерела